# 발배뼈

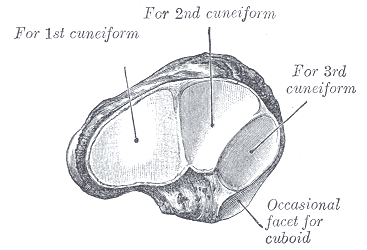

발배뼈(Navicular bone) 또는 주상골은 배 모양의 발목뼈이다. 손배뼈(Scaphoid bone)도 주상골이라고 부른다. 발목뼈 중 정강뼈와 종아리뼈쪽에 가까우면서 엄지발가락쪽 뼈이다.

## 같이 보기
- 뼈